# Jérôme Prior
Pour les articles homonymes, voir Prior.
Jérôme Prior, né le 8 août 1995 à Toulon, est un footballeur français. Il évolue au poste de gardien de but.

## Biographie

### Carrière

#### Girondins de Bordeaux (2015-2019)
Prior signe son premier contrat professionnel au mois de mai 2015, pour une durée de trois ans,.
Durant la saison 2015-2016, il est la doublure de Cédric Carrasso. Il joue son premier match professionnel le 15 août à l'AS Saint-Étienne (2e journée, 1-1). Le 23 janvier 2016, Carrasso est victime d'une rupture du ligament croisé du genou gauche à Nantes (23e journée 2-2). La semaine suivante, Prior débute titulaire face au stade rennais (23e journée, victoire 4-0) mais voit Paul Bernardoni arriver au club malgré les propos du président Triaud indiquant qu'aucun recrutement ne serait effectué,. Titulaire le 10 février en Coupe de France où le club est éliminé 3 buts à 4 par Nantes après prolongations après avoir mené 2-1 puis 3-2, il se bat dans les vestiaires avec son coéquipier Lamine Sané une fois la rencontre terminée. Il est alors mis à pied par les Girondins.
À la suite de l'éviction de Willy Sagnol et de la nomination d'Ulrich Ramé, il réintègre l'effectif professionnel. Ce dernier en fait son gardien titulaire, Prior débutant les huit dernières journées de championnat,
Le 27 juillet 2016, il signe une prolongation qui le lie jusqu'en 2020 au Girondins de Bordeaux. Nommé gardien numéro 1 en début de saison, il perd sa place au bout de deux matchs au profit de Cédric Carrasso. Il profite de la nouvelle blessure de Cédric Carrasso pour retrouver une place de titulaire, mais il ne convainc pas et retourne sur le banc dès que Carrasso termine sa convalescence.

#### Valenciennes FC (2019-2021)
En juin 2019, libéré un an avant le terme de son contrat par les Girondins de Bordeaux, Jérôme Prior s'engage pour deux saisons avec le Valenciennes FC, club pensionnaire de Ligue 2. Titulaire indiscutable, il y réalise des prestations remarquées où il dirige la meilleure défense du championnat de Ligue 2 2019-2020.
Titulaire lors de 32 des 33 journées du championnat 2020-2021, il est écarté à partir de la 34e journée alors qu'il est en fin de contrat au terme de la saison, Olivier Guégan ne comptant pas sur lui pour l'avenir.

#### FC Cartagena (2021-2022)
Le 14 août 2021, il s'engage en faveur du FC Cartagena, évoluant en deuxième division espagnole. Lors des rencontres de championnat, il prend place sur la banc comme doublure de Marc Martínez. Il est titulaire 3 fois en coupe du roi.

### Problèmes extra-sportifs
En janvier 2014, lors d'un match de Coupe Gambardella, il est exclu. Il est ensuite suspendu sept semaines pour « insultes envers l'adversaire » et « coups de pied dans l'abri du délégué ».
Au retour de la défaite de son équipe face au Gazélec Ajaccio le 31 octobre 2015, il s'emporte contre des supporters venus crier leur mécontentement. Sifflé par le public,, il présente ses excuses quelques jours plus tard.
Au début du mois de janvier 2016, il dérape lors d'un entraînement en ayant un geste d'humeur. Cela lui vaut une mise à l'écart du groupe, et il est remplacé durant deux matchs par Lucas Bobe sur le banc des remplaçants.
Le 10 février, après l'élimination de Bordeaux en Coupe de France contre le FC Nantes, il se bat avec son coéquipier Lamine Sané dans le vestiaire. Les deux joueurs sont alors mis à pied par le club. Convoqué par ce dernier, Jérôme Prior s'excuse et reprend la compétition avec l'équipe réserve en CFA.
Fin août 2016, peu après avoir perdu sa place de numéro 1, il dérape à nouveau lors d'un entraînement en ayant un geste d'humeur. À la suite de cet épisode, il est à nouveau envoyé en équipe réserve le week-end suivant.

## Statistiques
| Saison                | Club                  | Championnat           | Championnat | Championnat | Coupe nationale | Coupe nationale | Coupe de la Ligue | Coupe de la Ligue | Compétition(s) continentale(s) | Compétition(s) continentale(s) | Compétition(s) continentale(s) | Total | Total |
| Saison                | Club                  | Division              | M.          | B.          | M.              | B.              | M.                | B.                | Comp.                          | M.                             | B.                             | M.    | B.    |
| 2015-2016             | Girondins de Bordeaux | Ligue 1               | 13          | 0           | 3               | 0               | 1                 | 0                 | C3                             | 3                              | 0                              | 20    | 0     |
| 2016-2017             | Girondins de Bordeaux | Ligue 1               | 14          | 0           | 1               | 0               | 4                 | 0                 | -                              | -                              | -                              | 19    | 0     |
| 2017-2018             | Girondins de Bordeaux | Ligue 1               | 2           | 0           | -               | -               | 1                 | 0                 | C3                             | -                              | -                              | 3     | 0     |
| 2018-2019             | Girondins de Bordeaux | Ligue 1               | -           | -           | -               | -               | -                 | -                 | C3                             | -                              | -                              | 0     | 0     |
| Sous-total            | Sous-total            | Sous-total            | 29          | 0           | 4               | 0               | 6                 | 0                 | -                              | 3                              | 0                              | 42    | 0     |
| 2019-2020             | Valenciennes FC       | Ligue 2               | 27          | 0           | 3               | 0               | -                 | -                 | -                              | -                              | -                              | 30    | 0     |
| 2020-2021             | Valenciennes FC       | Ligue 2               | 32          | 0           | -               | -               | -                 | -                 | -                              | -                              | -                              | 32    | 0     |
| Sous-total            | Sous-total            | Sous-total            | 59          | 0           | 3               | 0               | -                 | -                 | -                              | -                              | -                              | 62    | 0     |
| Total sur la carrière | Total sur la carrière | Total sur la carrière | 88          | 0           | 7               | 0               | 6                 | 0                 | -                              | 3                              | 0                              | 104   | 0     |

## Palmarès
Lors de sa première saison avec les Girondins de Bordeaux, Jérôme Prior remporte la Coupe Gambardella lors de la saison 2012-2013 en s'imposant avec son club en finale devant le CS Sedan sur le score de un à zéro.

### Distinctions personnelles
- Membre de l'équipe-type de Scottish Championship en 2025.